# ایوان بوسکی
ایوان بوسکی (انگلیسی: Ivan Boesky؛ زادهٔ ۶ مارس ۱۹۳۷ – درگذشتهٔ ۲۰ مهٔ ۲۰۲۴) یک معامله‌گر سهام اهل ایالات متحده آمریکا بود.